# Пухлина

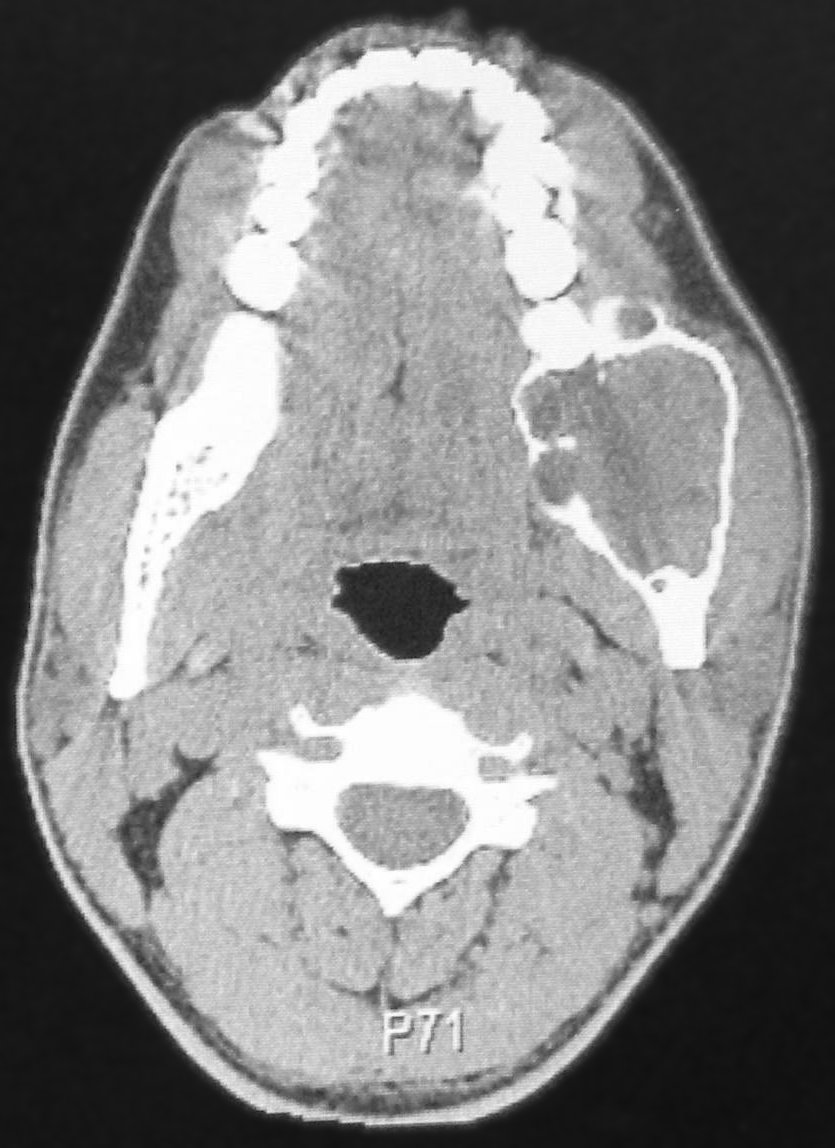
Амелобластома на КТ

Новоутв́орення[джерело?] (лат. Neoplasma), також пухли́на[джерело?] (лат. Tumor) — патологічний процес, представлений новоствореною тканиною, в якій зміни генетичного апарату клітин призводять до порушення регуляції їхнього росту і диференціювання.
Для діагностики стану тканини, у медицині використовують гістологічні, цитологічні та рентгенологічні дослідження. Основним методом лікування пухлин залишається хірургічний, який у ряді випадків поєднується з призначенням хіміопрепаратів, гормональних засобів та променевою (рентгенівською або радіоізотопною) терапією.

## Доброякісні і злоякісні пухлини
У першу чергу, пухлини поділяють за комплексом клінічно-анатомогістологічних проявів та змін на доброякісні та злоякісні.
Деякі доброякісні пухлини
| - Аденома - Амелобластома - Одонтома - Цементома - Гемангіома - Остеома | - Ліпома - Хондрома - Остеохондрома - Фіброма - Міксома - Папілома |

Деякі злоякісні пухлини
| - Рак (захворювання) - Саркома - Остеогенна саркома | - Пухлина Юінга - Лімфома |

## Пухлини у тварин
У тварин трапляються пухлини всіх видів. Частота й імовірність розвитку пухлин у них наростає з віком, при цьому мають вплив природно-кліматичні чинники, а також вид і порода тварини. Найчастіше пухлини реєструють у собак і курей.
Хоча однойменні пухлини у тварин різних видів морфологічно і клінічно подібні, частота ураження конкретних органів певним типом пухлин відрізняється. Наприклад, пухлини молочних залоз становлять 35-40% у собак, але майже не бувають у корів. Загалом у тварин, на відміну від людини, винятково рідко трапляється рак шлунка.

## Метастазування
Метастазування (грец. metástasis) — перенесення в організмі змінених клітин від наявного первинного вузла (наявного метастазу або пухлини) з розвитком пухлини аналогічної гістологічної будови в іншій тканині або в іншому органі. Метастазування може відбуватись з рухом лімфи у першу чергу до регіонарних лімфатичних вузлів, метастазувати кровоносними судинами або мати локальне поширення в межах органу. Непорушені доброякісні пухлини, як правило, менш схильні до метастазування через повільний та осумкований ріст, хороше кровопостачання, тоді як злоякісні мають розлитий та швидкий ріст, швидко руйнуються, даючи вихід новим атиповим клітинам в навколишні тканини та кров.

## Типи росту пухлин
Залежно від числа вогнищ виникнення пухлини:
- уніцентричний ріст;
- мультицентричний ріст.

В залежності від характеру взаємодії дедалі більшої пухлини з елементами навколишньої тканини:
- експансивний ріст;
- інфільтруючий (інвазивний) ріст;
- апозиційний ріст.

Залежно від ставлення до просвіту порожнистого органа:
- екзофітний ріст;
- ендофітний ріст.